# Campionati oceaniani di ciclismo su strada
I Campionati oceaniani di ciclismo su strada UCI (en. Oceania Road Cycling Championships; fr. Championnats Continentaux d'Océanie UCI) sono una competizione di ciclismo su strada organizzata dalla Confederazione Oceaniana di Ciclismo (OCC), in cui concorrono ciclisti facenti parte dei Paesi membri dell'OCC stessa. Si disputano gare in linea e a cronometro maschili e femminili in due categorie: Under-23 e Elite.

## Campioni in carica
aggiornato all'edizione 2023.
| Uomini Elite    | Uomini Elite  |
| --------------- | ------------- |
| In linea        | Liam Walsh    |
| Cronometro      | Thomas Sexton |
| Uomini Under-23 |               |
| In linea        | Liam Walsh    |
| Cronometro      | Brady Gilmore |
| Uomini Juniores |               |
| In linea        | Will Heath    |
| Cronometro      | Wil Holmes    |

| Donne Elite    | Donne Elite     |
| -------------- | --------------- |
| In linea       | Sophie Edwards  |
| Cronometro     | Georgia Perry   |
| Donne Under-23 |                 |
| In linea       | Keely Bennett   |
| Cronometro     | Isabelle Carnes |
| Donne Juniores |                 |
| In linea       | Talia Appleton  |
| Cronometro     | Isabella Carnes |

## Edizioni
| Anno | Nazione                            | Città                              |
| ---- | ---------------------------------- | ---------------------------------- |
| 1995 | Australia                          | Townsville                         |
| 1997 | Nuova Zelanda                      | Whanganui                          |
| 1999 | Australia                          | Sydney                             |
| 2003 | Australia                          | Yandina                            |
| 2005 | Nuova Zelanda                      | Whanganui                          |
| 2007 | Australia                          | Murwillumbah                       |
| 2008 | Nuova Zelanda                      | Invercargill                       |
| 2009 | Australia                          | Geelong                            |
| 2010 | Nuova Zelanda                      | Invercargill                       |
| 2011 | Australia                          | Shepparton                         |
| 2012 | Nuova Zelanda                      | Queenstown                         |
| 2013 | Australia                          | Canberra                           |
| 2014 | Australia                          | Toowoomba                          |
| 2015 | Australia                          | Toowoomba                          |
| 2016 | Australia                          | Bendigo                            |
| 2017 | Australia                          | Tasmania                           |
| 2018 | Australia                          | Tasmania                           |
| 2019 | Australia                          | Canberra                           |
| 2020 | annullati per Pandemia di Covid-19 | annullati per Pandemia di Covid-19 |
| 2021 | annullati per Pandemia di Covid-19 | annullati per Pandemia di Covid-19 |
| 2022 | Australia                          | Brisbane                           |
| 2023 | Australia                          | Brisbane                           |